# Тановский сельсовет
Тановский сельсовет — муниципальное образование в Благоварском районе Башкортостана.

## История
Согласно «Закону о границах, статусе и административных центрах муниципальных образований в Республике Башкортостан» имеет статус сельского поселения.

## Население
| 2002  | 2009  | 2010  | 2012  | 2013  | 2014  | 2015  |
| ----- | ----- | ----- | ----- | ----- | ----- | ----- |
| 1527  | ↗1556 | ↘1389 | ↘1382 | ↗1385 | ↗1446 | ↘1416 |
| 2016  | 2017  |       |       |       |       |       |
| ↘1345 | ↘1326 |       |       |       |       |       |

## Состав сельского поселения
| № | Населённый пункт | Тип населённого пункта       | Население |
| - | ---------------- | ---------------------------- | --------- |
| 1 | Тан              | село, административный центр | ↘648      |
| 2 | Агарды           | село                         | ↘221      |
| 3 | Такчура          | село                         | ↘173      |
| 4 | Чатра            | деревня                      | ↘93       |
| 5 | Зур-Буляк        | деревня                      | ↘82       |
| 6 | Кугуль           | деревня                      | ↘71       |
| 7 | Усманово         | деревня                      | ↘54       |
| 8 | Кызыл-Чишма      | деревня                      | ↘47       |